# 게오르기 라이코프
게오르기 페트코프 라이코프(불가리아어: Георги Петков Райков, 1953년 10월 18일~2006년 8월 12일)는 불가리아의 레슬링 선수, 지도자이다. 1980년 하계 올림픽 그레코로만형 헤비급 금메달을 획득했으며 세계 레슬링 선수권 대회에서 준우승을 2회 차지했다.